# 小野小町塚

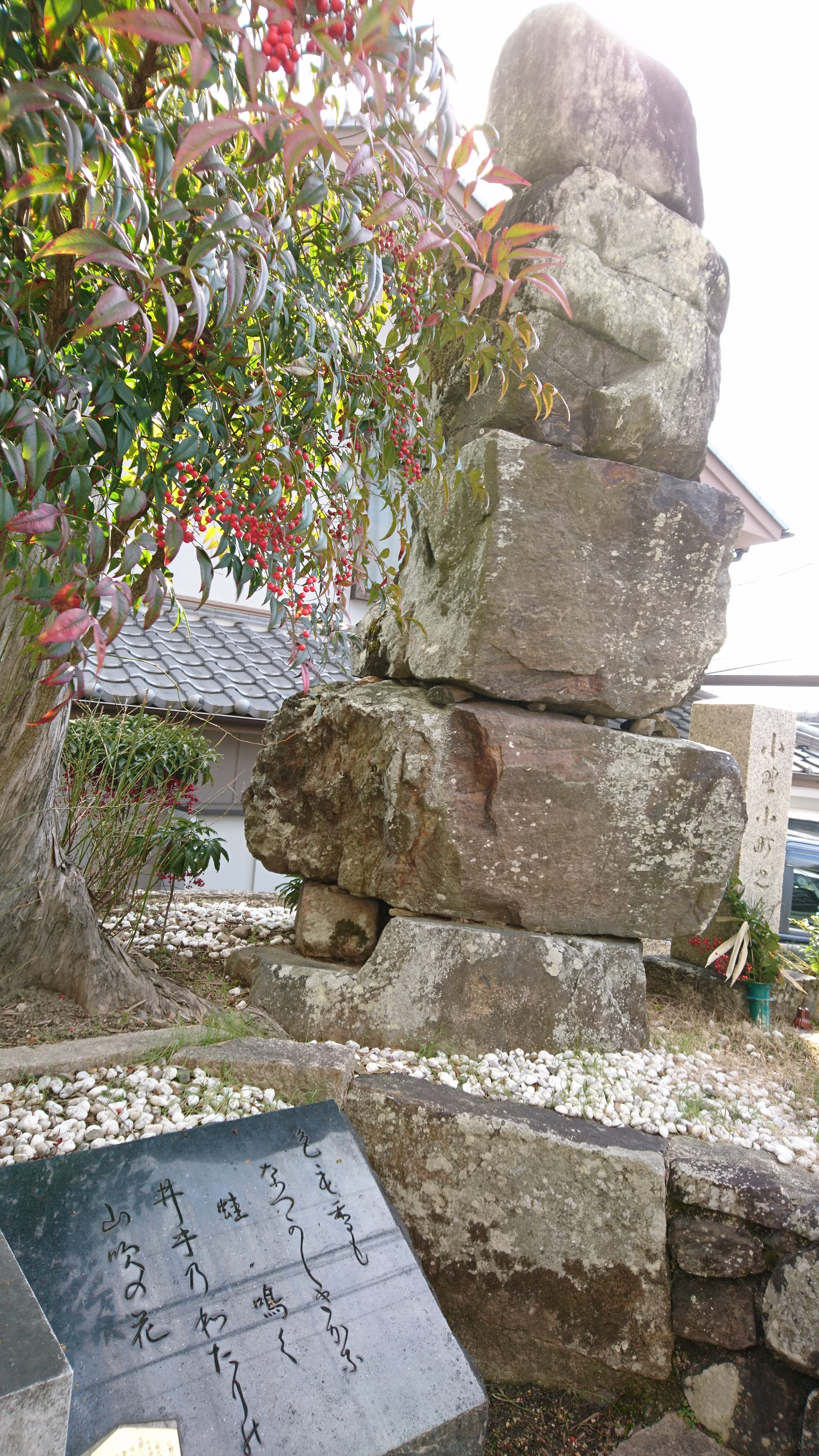
小野小町塚

小野小町塚（おののこまちづか）は、京都府綴喜郡井手町にある塚。六歌仙及び三十六歌仙の一人小野小町の墓とされる。

## 概要
井手町に伝わる伝承では、小野小町は、晩年を井提寺（円提寺）に住み、玉川堤を散策したと伝えられる。小町の墓と伝えられる塚は、玉津岡神社参道の右脇にあり、周囲を石垣で囲った土壇上の礎石の上に、ほぼ立方体をした自然石を四個積み重ねている。この塚石は、井提寺（円提寺）の礎石とも伝えられる。
1143年（康治2年）「山城国井堤郷旧地全図」（模写1326年、1803年）で、現在の場所に建立されているのが描かれている。ただし、この模写は「椿井文書」ではないかと指摘されており、定かではない。　　　
背面に「清林」と刻まれており、建碑者の法名と考えられる。
　

## 伝承
小野小町が晩年を井手町で過ごしたとされる伝承の根拠としては、9世紀後半に成立したとされる小野小町の家集『小町集』や『新後拾遺和歌集』に「色も香もなつかしきかな蛙鳴く井出のわたりの山吹の花」と詠まれていることから、井手町に小野小町が実際に訪れていたことがうかがえる。また、鎌倉時代に成立したとされる『冷泉家流伊勢物語抄』やその記述に由来する近世の『山城名勝志』『和漢三才図絵』等によると、小野小町は、晩年、井提寺（円提寺）の別当の妻になり、69歳で井提寺にて没したとされる。

## 交通アクセス
- 〒610-0302 京都府綴喜郡井手町井手東垣内
- JR奈良線玉水駅下車、東へ約1.5キロメートル。徒歩20分または車で約5分